# جواد اربابی
جواد اربابی سیاست‌مدار ایرانی بود، که در بیست و دوم و دوره بیست و سوم مجلس شورای ملی بعنوان نماینده شیراز در مجلس شورای ملی حضور داشت.